# Section de cuivres

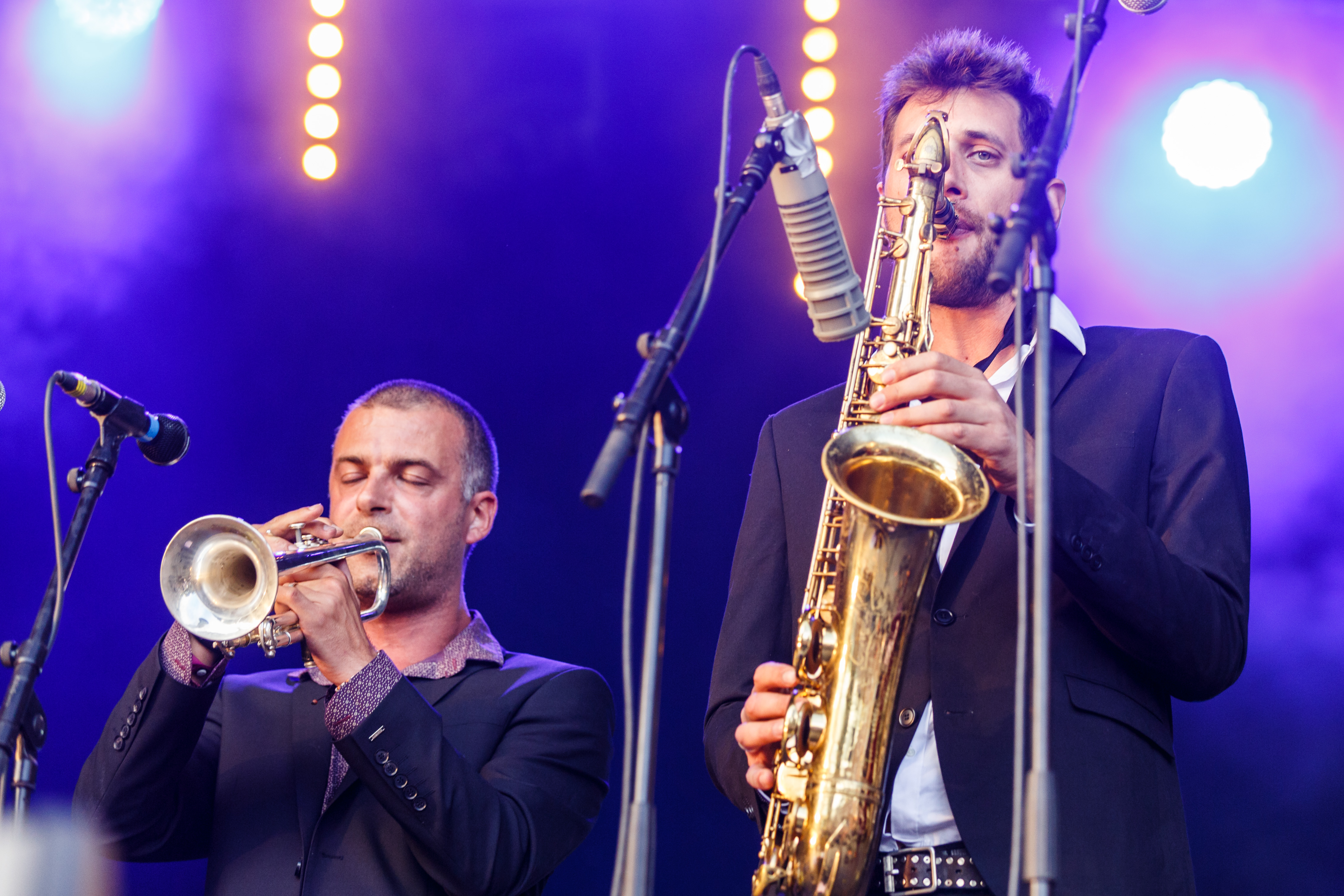
Section de cuivres du groupe Jim Murple Memorial au Festival de Buguélès en 2016.

L'expression « section cuivre » désigne les cuivres d'un groupe de musique. 
Dans les ensembles de jazz, comme dans d'autres musiques (salsa, merengue, ska, reggae, soul…), la section se compose souvent d'un trombone, d'une trompette, et de saxophones alto et ténor (les saxophones n'appartiennent pas à la famille des cuivres, mais à celle des bois). Mais on peut faire preuve d'imagination et la composer d'autres cuivres ou même d'autres instruments à vent.
Les cuivres se regroupent en « section » pour mieux travailler leurs nombreuses parties communes.

## Exemples de section de cuivres
- Dirty Dozen Brass Band
- Ensemble de cuivres Mélodia
- The Memphis Horns
- Phenix Horns